# Braga (São José de São Lázaro e São João do Souto)
Braga (São José de São Lázaro e São João do Souto) (oficialmente: União das Freguesias de Braga (São José de São Lázaro e São João do Souto)) é uma freguesia portuguesa do município de Braga, com 2,44 km² de área e 14 791 habitantes (censo de 2021). A sua densidade populacional é 6 061,9 hab./km².

## História
Foi constituída em 2013, no âmbito de uma reforma administrativa nacional, pela agregação das antigas freguesias de São José de São Lázaro e São João do Souto e tem a sede em São José de São Lázaro.

## Demografia
A população registada nos censos foi:
| Distribuição da População por Grupos Etários | Distribuição da População por Grupos Etários | Distribuição da População por Grupos Etários | Distribuição da População por Grupos Etários | Distribuição da População por Grupos Etários |
| -------------------------------------------- | -------------------------------------------- | -------------------------------------------- | -------------------------------------------- | -------------------------------------------- |
| Ano                                          | 0-14 Anos                                    | 15-24 Anos                                   | 25-64 Anos                                   | > 65 Anos                                    |
| 2001                                         | 2559                                         | 2465                                         | 8392                                         | 2346                                         |
| 2011                                         | 1801                                         | 1760                                         | 7872                                         | 2868                                         |
| 2021                                         | 1708                                         | 1459                                         | 7811                                         | 3813                                         |

À data da junção das freguesias, a população registada no censo anterior (2011) foi:
| Freguesia atual                                    | Freguesia atual  | Freguesia atual | Freguesias antigas     | Freguesias antigas | Freguesias antigas |
| Freguesia                                          | População (2011) | Área (km²)      | Freguesia              | População (2011)   | Área (km²)         |
| -------------------------------------------------- | ---------------- | --------------- | ---------------------- | ------------------ | ------------------ |
| Braga (São José de São Lázaro e São João do Souto) | 14 301           | 2,44            | São José de São Lázaro | 13 576             | 2,18               |
| Braga (São José de São Lázaro e São João do Souto) | 14 301           | 2,44            | São João do Souto      | 725                | 0,26               |